# Oxypetalum arvense
Oxypetalum arvense là một loài thực vật có hoa trong họ La bố ma. Loài này được (Vell.) J.F. Macbr. mô tả khoa học đầu tiên năm 1934.